# Света Гора (Нова Горица)
Света Гора (словен. Sveta Gora, итал. Monte Santo di Gorizia) је насељено место у општини Нова Горица, Горишка регија, Словенија.

## Историја
До територијалне реорганизације у Словенији била је у саставу старе општине Нова Горица. Као самостално насеље Света Гора постоји од 2006. године. Настала је издвајањем делова из насеља Гргар и Солкан.

## Становништво
У попису становништва из 2011. године, Света Гора је имала 18 становника.
| 2011 |
| 18   |

Напомена: Године 2006. настала издвајањем делова из насеља Гргар и Солкан.

## Галерија
- улаз у некадашњи бункер
- антенски стуб